# 扎博洛特亞 (薩爾內區)
扎博洛特亞（烏克蘭語：Заболоття），是烏克蘭西北部羅夫諾州薩爾內區贝雷佐韦市镇的村落。始建於1906年，面積29.8平方公里，海拔高度153米，2001年人口510，人口密度每平方公里14.2人。